# 臺灣省立法委員選舉區
臺灣省立法委員選舉區是中華民國區域立法委員在臺灣省的前選舉區。
本選舉區原為於第一屆立法委員選舉設置的選舉區，範圍包含臺灣省全境。其後之增選、增額選舉中，則分割為數個複數選舉區。

## 臺灣省選舉區
臺灣省選舉區為中華民國區域立法委員在臺灣省的一個選舉區。
該區原為於第一屆立法委員選舉設置的選舉區，範圍包含臺灣省全境。

### 歷史選區範圍
- 第一屆立法委員選舉：臺灣省

### 第一屆
|            |               | 臺灣省選舉區 | 臺灣省選舉區           | 臺灣省選舉區           | 臺灣省選舉區           | 臺灣省選舉區 | 臺灣省選舉區           | 臺灣省選舉區 | 臺灣省選舉區           | 臺灣省選舉區 | 臺灣省選舉區           | 臺灣省選舉區 | 臺灣省選舉區         | 臺灣省選舉區 | 臺灣省選舉區         | 臺灣省選舉區 | 臺灣省選舉區           |
| 立法院屆次 | 選舉          | 當選委員     | 當選委員               | 當選委員               | 當選委員               | 當選委員     | 當選委員               | 當選委員     | 當選委員               | 當選委員     | 當選委員               | 當選委員     | 當選委員             | 當選委員     | 當選委員             | 當選委員     | 當選委員               |
| ---------- | ------------- | ------------ | ---------------------- | ---------------------- | ---------------------- | ------------ | ---------------------- | ------------ | ---------------------- | ------------ | ---------------------- | ------------ | -------------------- | ------------ | -------------------- | ------------ | ---------------------- |
| 第1屆      | 1948          |              | 劉明朝 · ( 中國國民黨) |                        | 羅萬俥 · ( 中國國民黨) |              | 黃國書 · ( 中國國民黨) |              | 蔡培火 · ( 中國國民黨) |              | 郭天乙 · ( 中國國民黨) |              | 謝娥 · ( 中國國民黨) |              | 林慎 · ( 中國國民黨) |              | 鄭品聰 · ( 中國國民黨) |
| 第1屆      | 1950 （遞補） |              | 劉明朝 · ( 中國國民黨) | 何景寮 · ( 中國國民黨) | 羅萬俥 · ( 中國國民黨) |              | 黃國書 · ( 中國國民黨) |              |                        |              | 郭天乙 · ( 中國國民黨) |              | 謝娥 · ( 中國國民黨) |              | 林慎 · ( 中國國民黨) |              | 鄭品聰 · ( 中國國民黨) |

## 臺灣省第一選舉區
臺灣省第一選舉區為中華民國區域立法委員在臺灣省的一個選舉區。
該區原為於第一屆增選立法委員選舉於臺灣省劃分的兩個複數選舉區之一，於裁撤前選區範圍則為台北縣全境。

### 歷史選區範圍
- 第一屆增選立法委員選舉：台中縣、南投縣以北及宜蘭縣
- 第一屆增額至第一屆第五次增額：台北縣、基隆市、宜蘭縣
- 第一屆第六次增額：台北縣

### 第一屆增選至第一屆第五次增額
|            |      | 臺灣省第一選舉區 | 臺灣省第一選舉區       | 臺灣省第一選舉區 | 臺灣省第一選舉區       | 臺灣省第一選舉區 | 臺灣省第一選舉區       |
| 立法院屆次 | 選舉 | 當選委員         | 當選委員               | 當選委員         | 當選委員               | 當選委員         | 當選委員               |
| ---------- | ---- | ---------------- | ---------------------- | ---------------- | ---------------------- | ---------------- | ---------------------- |
| 第1屆 增選 | 1969 |                  | 劉闊才 · ( 中國國民黨) |                  | 李儒聰 · ( 中國國民黨) |                  | 劉金約 · ( 中國國民黨) |

| 第1屆 增額       | 1972 |  | 鄭水枝 · ( 中國國民黨) |                        | 邱永聰 · ( 中國國民黨) |                        | 張淑真 · ( 中國青年黨) |                 |                        |                        |                      |                        |                 |  |                 |  |                 |
| 第1屆 第二次增額 | 1975 |  | 鄭水枝 · ( 中國國民黨) | 林榮三 (無黨籍)        | 邱永聰 · ( 中國國民黨) |                        | 張淑真 · ( 中國青年黨) |                 |                        |                        |                      |                        |                 |  |                 |  |                 |
| 第1屆 第三次增額 | 1980 |  | 蔡讚雄 · ( 中國國民黨) |                        | 林坤鐘 · ( 中國國民黨) |                        | 周大業 · ( 中國國民黨) |                 | 周書府 · ( 中國國民黨) |                        | 吳梓 · ( 中國國民黨) |                        | 蔡勝邦 (無黨籍) |  | 鄭余鎮 (無黨籍) |  | 黃煌雄 (無黨籍) |
| 第1屆 第四次增額 | 1983 |  | 張堅華 · ( 中國國民黨) |                        | 林坤鐘 · ( 中國國民黨) | 林永瑞 · ( 中國國民黨) |                        | 方素敏 (無黨籍) | 周書府 · ( 中國國民黨) |                        | 吳梓 · ( 中國國民黨) | 謝美惠 · ( 中國國民黨) | 蔡勝邦 (無黨籍) |  | 鄭余鎮 (無黨籍) |  |                 |
| 第1屆 第五次增額 | 1986 |  | 張堅華 · ( 中國國民黨) | 孫勝治 · ( 中國國民黨) |                        | 林永瑞 · ( 中國國民黨) | 尤清 · ( 民主進步黨)   |                 | 周書府 · ( 中國國民黨) | 黃煌雄 · ( 民主進步黨) | 吳梓 · ( 中國國民黨) | 謝美惠 · ( 中國國民黨) | 蔡勝邦 (無黨籍) |  |                 |  |                 |

## 臺灣省第二選舉區
臺灣省第二選舉區為中華民國區域立法委員在臺灣省的一個選舉區。
該區原為於第一屆增選立法委員選舉於臺灣省劃分的兩個複數選舉區之一，於裁撤前選區範圍則為宜蘭縣全境。

### 歷史選區範圍
- 第一屆增選立法委員選舉：彰化縣以南及澎湖、台東、花蓮三縣
- 第一屆增額至第一屆第五次增額：桃園縣、新竹縣（含之後升格之新竹市）、苗栗縣
- 第一屆第六次增額：宜蘭縣

### 第一屆增選至第一屆第五次增額
|            |      | 臺灣省第二選舉區 | 臺灣省第二選舉區       | 臺灣省第二選舉區 | 臺灣省第二選舉區       | 臺灣省第二選舉區 | 臺灣省第二選舉區         | 臺灣省第二選舉區 | 臺灣省第二選舉區 |
| 立法院屆次 | 選舉 | 當選委員         | 當選委員               | 當選委員         | 當選委員               | 當選委員         | 當選委員                 | 當選委員         | 當選委員         |
| ---------- | ---- | ---------------- | ---------------------- | ---------------- | ---------------------- | ---------------- | ------------------------ | ---------------- | ---------------- |
| 第1屆 增選 | 1969 |                  | 吳基福 · ( 中國國民黨) |                  | 黃宗焜 · ( 中國國民黨) |                  | 梁許春菊 · ( 中國國民黨) |                  | 郭國基 (無黨籍)  |

| 第1屆 增額       | 1972 |  | 呂學儀 · ( 中國國民黨) |                        | 邱仕豐 · ( 中國國民黨) |                        | 邱家湖 · ( 中國國民黨) |                        |  |                          |  |                 |
| 第1屆 第二次增額 | 1975 |  | 呂學儀 · ( 中國國民黨) |                        | 邱仕豐 · ( 中國國民黨) |                        | 邱家湖 · ( 中國國民黨) |                        |  |                          |  |                 |
| 第1屆 第三次增額 | 1980 |  | 呂學儀 · ( 中國國民黨) | 溫錦蘭 · ( 中國國民黨) |                        | 劉碧良 · ( 中國國民黨) |                        | 李天仁 · ( 中國國民黨) |  | 古胡玉美 · ( 中國國民黨) |  | 張德銘 (無黨籍) |
| 第1屆 第四次增額 | 1983 |  | 呂學儀 · ( 中國國民黨) | 溫錦蘭 · ( 中國國民黨) | 黃榮秋 · ( 中國國民黨) | 劉碧良 · ( 中國國民黨) |                        | 黃主文 · ( 中國國民黨) |  | 劉興善 · ( 中國國民黨)   |  |                 |
| 第1屆 第五次增額 | 1986 |  | 呂學儀 · ( 中國國民黨) | 溫錦蘭 · ( 中國國民黨) | 許國泰 · ( 民主進步黨) | 劉碧良 · ( 中國國民黨) |                        | 黃主文 · ( 中國國民黨) |  | 劉興善 · ( 中國國民黨)   |  |                 |

## 臺灣省第三選舉區
臺灣省第三選舉區為中華民國區域立法委員在臺灣省的一個選舉區。
該區原為於第一屆第一次增額立法委員選舉於臺灣省劃分的六個複數選舉區之一，於裁撤前選區範圍則為桃園縣全境。

### 歷史選區範圍
- 第一屆第一次增額至第一屆第五次增額：台中縣、台中市、彰化縣、南投縣
- 第一屆第六次增額：桃園縣

### 第一屆第一次增額至第一屆第五次增額
| 第1屆 增額       | 1972 |  | 張啟仲 · ( 中國國民黨) |                        | 陳幼石 · ( 中國國民黨) |  | 劉松藩 · ( 中國國民黨) |                        | 洪宣治 · ( 中國國民黨) |                        | 黃順興 (無黨籍) |                        |  |                        |  |                          |  |                                  |
| 第1屆 第二次增額 | 1975 |  | 張啟仲 · ( 中國國民黨) |                        | 陳幼石 · ( 中國國民黨) |  | 劉松藩 · ( 中國國民黨) |                        | 洪宣治 · ( 中國國民黨) |                        | 黃順興 (無黨籍) |                        |  |                        |  |                          |  |                                  |
| 第1屆 第三次增額 | 1980 |  | 洪昭男 · ( 中國國民黨) |                        | 林庚申 · ( 中國國民黨) |  | 劉松藩 · ( 中國國民黨) | 謝生富 · ( 中國國民黨) |                        | 周基順 · ( 中國國民黨) |                 | 沈世雄 · ( 中國國民黨) |  | 林炳森 · ( 中國國民黨) |  | 許張愛簾 · ( 中國國民黨) |  | 許榮淑 · (無黨籍 · → 民主進步黨) |
| 第1屆 第四次增額 | 1983 |  | 洪昭男 · ( 中國國民黨) | 郭林勇 · ( 中國國民黨) | 林庚申 · ( 中國國民黨) |  | 劉松藩 · ( 中國國民黨) | 謝生富 · ( 中國國民黨) |                        |                        |                 | 沈世雄 · ( 中國國民黨) |  | 林炳森 · ( 中國國民黨) |  | 許張愛簾 · ( 中國國民黨) |  | 許榮淑 · (無黨籍 · → 民主進步黨) |
| 第1屆 第五次增額 | 1986 |  | 洪昭男 · ( 中國國民黨) | 潘至誠 · ( 中國國民黨) | 林庚申 · ( 中國國民黨) |  | 劉松藩 · ( 中國國民黨) | 林源朗 · ( 中國國民黨) |                        |                        | 黃明和 (無黨籍) | 沈世雄 · ( 中國國民黨) |  | 林炳森 · ( 中國國民黨) |  | 許張愛簾 · ( 中國國民黨) |  | 許榮淑 · (無黨籍 · → 民主進步黨) |

## 臺灣省第四選舉區
臺灣省第四選舉區為中華民國區域立法委員在臺灣省的一個選舉區。
該區原為於第一屆第一次增額立法委員選舉於臺灣省劃分的六個複數選舉區之一，於裁撤前選區範圍則為新竹縣全境。

### 歷史選區範圍
- 第一屆第一次增額至第一屆第五次增額：雲林縣、嘉義縣（含之後升格之嘉義市）、台南縣、台南市
- 第一屆第六次增額：新竹縣

### 第一屆第一次增額至第一屆第五次增額
| 第1屆 增額       | 1972 |  | 蕭天讚 · ( 中國國民黨) |                        | 辛文炳 · ( 中國國民黨) |                        | 張文獻 · ( 中國國民黨) |                        | 陳水亮 · ( 中國國民黨) |                        | 許世賢 (無黨籍) |                        |                        |                 |                        |                 |
| 第1屆 第二次增額 | 1975 |  | 蕭天讚 · ( 中國國民黨) |                        | 辛文炳 · ( 中國國民黨) |                        | 張文獻 · ( 中國國民黨) |                        | 陳水亮 · ( 中國國民黨) |                        | 許世賢 (無黨籍) |                        |                        |                 |                        |                 |
| 第1屆 第三次增額 | 1980 |  | 蕭天讚 · ( 中國國民黨) | 郭俊次 · ( 中國國民黨) |                        | 游榮茂 · ( 中國國民黨) |                        | 李宗仁 · ( 中國國民黨) |                        | 林聯輝 · ( 中國國民黨) |                 | 洪玉欽 · ( 中國國民黨) |                        | 黃正安 (無黨籍) |                        | 許哲男 (無黨籍) |
| 第1屆 第四次增額 | 1983 |  | 蕭天讚 · ( 中國國民黨) | 吳賢二 · ( 中國國民黨) |                        | 廖福本 · ( 中國國民黨) |                        | 李宗仁 · ( 中國國民黨) | 林樂善 (無黨籍)        | 林聯輝 · ( 中國國民黨) |                 | 洪玉欽 · ( 中國國民黨) |                        | 黃正安 (無黨籍) |                        |                 |
| 第1屆 第五次增額 | 1986 |  | 李勝峰 · ( 中國國民黨) |                        | 林時機 · ( 中國國民黨) | 廖福本 · ( 中國國民黨) |                        | 李宗仁 · ( 中國國民黨) | 陳適庸 · ( 中國國民黨) | 林聯輝 · ( 中國國民黨) |                 | 洪玉欽 · ( 中國國民黨) | 林健治 · ( 中國國民黨) |                 | 朱高正 · ( 民主進步黨) |                 |

## 臺灣省第五選舉區
臺灣省第五選舉區為中華民國區域立法委員在臺灣省的一個選舉區。
該區原為於第一屆第一次增額立法委員選舉於臺灣省劃分的六個複數選舉區之一，於裁撤前選區範圍則為苗栗縣全境。

### 歷史選區範圍
- 第一屆第一次增額至第一屆第二次增額：高雄縣、高雄市、屏東縣、澎湖縣
- 第一屆第三次增額至第一屆第五次增額：高雄縣、屏東縣、澎湖縣
- 第一屆第六次增額：苗栗縣

### 第一屆第一次增額至第一屆第五次增額
| 第1屆 增額       | 1972 |  | 張瑞妍 · ( 中國國民黨) |                        | 洪慶麟 · ( 中國國民黨) |                        | 李長貴 · ( 中國國民黨) |                        | 黃銅樹 · ( 中國國民黨) |                   |
| 第1屆 第二次增額 | 1975 |  | 張瑞妍 · ( 中國國民黨) | 王金平 · ( 中國國民黨) | 洪慶麟 · ( 中國國民黨) |                        | 李長貴 · ( 中國國民黨) |                        |                        |                   |
| 第1屆 第三次增額 | 1980 |  | 黃河清 · ( 中國國民黨) | 王金平 · ( 中國國民黨) |                        | 鍾榮吉 · ( 中國國民黨) |                        | 李明相 · ( 中國國民黨) |                        | 黃余綉鸞 (無黨籍) |
| 第1屆 第四次增額 | 1983 |  | 黃河清 · ( 中國國民黨) | 王金平 · ( 中國國民黨) | 陳進興 · ( 中國國民黨) | 鍾榮吉 · ( 中國國民黨) |                        | 余陳月瑛 (無黨籍)      |                        |                   |
| 第1屆 第五次增額 | 1986 |  | 黃河清 · ( 中國國民黨) | 王金平 · ( 中國國民黨) | 溫興春 · ( 中國國民黨) |                        | 邱連輝 · ( 民主進步黨) |                        | 余政憲 · ( 民主進步黨) |                   |

## 臺灣省第六選舉區
臺灣省第六選舉區為中華民國區域立法委員在臺灣省的一個選舉區。
該區原為於第一屆第一次增額立法委員選舉於臺灣省劃分的六個複數選舉區之一，於裁撤前選區範圍則為台中縣全境。

### 歷史選區範圍
- 第一屆第一次增額至第一屆第五次增額：花蓮縣、台東縣
- 第一屆第六次增額：台中縣

### 第一屆第一次增額至第一屆第五次增額
|                  |      | 臺灣省第六選舉區 | 臺灣省第六選舉區       | 臺灣省第六選舉區       | 臺灣省第六選舉區       |
| 立法院屆次       | 選舉 | 當選委員         | 當選委員               | 當選委員               | 當選委員               |
| ---------------- | ---- | ---------------- | ---------------------- | ---------------------- | ---------------------- |
| 第1屆 增額       | 1972 |                  | 許添枝 · ( 中國國民黨) |                        |                        |
| 第1屆 第二次增額 | 1975 |                  | 許添枝 · ( 中國國民黨) |                        |                        |
| 第1屆 第三次增額 | 1980 |                  | 饒穎奇 · ( 中國國民黨) |                        | 郭榮宗 · ( 中國國民黨) |
| 第1屆 第四次增額 | 1983 |                  | 饒穎奇 · ( 中國國民黨) |                        | 郭榮宗 · ( 中國國民黨) |
| 第1屆 第五次增額 | 1986 |                  | 饒穎奇 · ( 中國國民黨) | 黃正一 · ( 中國國民黨) |                        |